# Benson & Clegg
Benson & Clegg er en en britisk skrædderforretning i Londons Jermyn Street, der blev grundlagt i 1937.
Benson & Clegg blev grundlagt af Harry Benson og Thomas Clegg, der begge havde arbejdet for Hawes & Curtis, Bury Street 34 i London. I 1976 flyttede de til Piccadilly Arcade 9, ved Jermyn Street.
De modtog Royal Warrant af Georg 6. i 1944, og fra Prins Charles i 1992 "til levering af knapper, emblemer og militære halsklæder".
I 2016 er firmaet ejet af Barry Austin, Mark Gordon og Tony Martin.